# Cây đa Mười Ba Gốc
Cây đa Mười Ba Gốc là cây đa cổ thụ trên 307 năm tuổi, có mười ba gốc, ngụ tại xóm Trại, phường Đằng Giang, quận Ngô Quyền, thành phố Hải Phòng. Đây là cây đa cổ thụ khổng lồ trổ nhiều gốc nhất hiện nay và được công nhận là cây di sản ở Việt Nam năm 2014, là một trong những điểm du lịch tâm linh ngay trong lòng thành phố Hoa Phượng Đỏ.

## Đặc điểm
Cây đa Mười Ba Gốc cao khoảng 10 mét, có hàng chục cành lớn tạo tán rộng với đường kính của tán khoảng 40 m. Cây có 13 gốc lớn, thẳng, gồm một gốc chính (gốc thật) và 12 gốc phụ (thực chất là rễ phụ lớn). Gốc chính lớn nhất, chu vi 8,2 m (khoảng 4 – 5 người ôm xuể). Mười hai gốc còn lại quanh gốc chính, khoảng 2 – 3 người ôm. Tổng chu vi của 13 gốc khoảng 30 m. Các gốc được nối với nhau bằng các cành có đường kính gần 1 m, các cành đan xen nhau. 
Mặc dù đã trên 300 năm tuổi, nhưng cây đa vẫn chưa hề bị sâu, bệnh hay bị tàn phá.

## Truyền thuyết về hình dáng cây đa
Tương truyền, trong trận đánh quân Đông Hán xâm lược, Hai Bà Trưng cỡi voi đi ngang qua, thấy cây đa xanh tốt, rợp bóng nên dừng chân bên gốc đa để nghỉ ngơi. Voi của hai bà đã dùng vòi bẻ ngọn đa để ăn, từ đó, cây chỉ phát triển về chiều ngang, hạn chế về chiều cao do mất ngọn. Do đó, cho đến ngày nay, cây đa có chiều cao khiêm tốn, khoảng chừng 10 m, nhưng tán rất rộng, khoảng 3,5 sào Bắc Bộ.
Cũng có những truyền thuyết khác lại cho rằng, xưa có một vị tướng quân trên đường đi đánh giặc đã dừng chân bên gốc đa và buộc ngựa vào cây khiến ngọn cây bị gãy, từ đó cây không còn ngọn, phát triển theo bề ngang và có hình dáng như ngày nay. Bên cạnh đó, cũng lưu truyền những câu truyện tâm linh như cây xòe tán rộng là để che chở cho những vong hồn không có nơi nương tựa...

## Chốn linh thiêng
Cây đa Mười Ba Gốc là một chốn linh thiêng với nhiều những câu chuyện huyền bí được lưu truyền mãi trong dân gian. Dưới gốc đa có một miếu thờ, trong miếu có một tấm bia đá khắc chữ Hán Nôm. Theo người dân địa phương miếu đã có từ lâu đời, thờ đức Thổ Vượng - người có công giúp dân khai hoang, lập và giữa làng Trại xưa. Miếu là nơi thờ các quan, thờ cô, cậu... và những vong hồn không nơi nương tựa. Đây cũng chính là nơi Bà chúa Năm Phương hiển linh về ngự.
Từ nhiều đời nay, vào những ngày lễ, mồng một, hôm rằm hàng tháng dân làng và du khách thập phương đến gốc đa thắp hương cầu may mắn, bình an. Ngày nào cũng có khách du lịch ghé thăm.
Ngày 16/6 âm lịch hàng năm là ngày tiệc Chúa Bà Năm Phương (Bản Cảnh Chúa Bà - Bạch Hoa công chúa) tại đền Cây đa Mười Ba Gốc. 